# 12596 Shukla
A 12596 Shukla (ideiglenes jelöléssel 1999 RT154) a Naprendszer kisbolygóövében található aszteroida. A LINEAR projekt keretében fedezték fel 1999. szeptember 9-én.